# テルモ
テルモ株式会社（英: TERUMO CORPORATION）は、東京都渋谷区幡ヶ谷に本社を置く日本の大手医療機器メーカー。「医療を通じて社会に貢献する」という企業理念のもと、医療機器や医薬品を手掛ける1921年設立の100年企業。日経平均株価およびTOPIX Large70、JPX日経インデックス400の構成銘柄の一つ。

## 概要
一般には体温計が有名だが、テルモ全体の売上において体温計が占める割合は1%未満である。テルモは、良質な体温計の国産化に始まり、現在は、カテーテル治療、心臓外科手術、薬剤投与、糖尿病管理、腹膜透析、輸血や細胞治療などに関する幅広い製品・サービスを提供、160以上の国と地域で事業を展開している。2018年10月にTOPIX Large70に組み入れられるなど株式市場での評価も高く、グローバルの医療機器市場で海外競合に伍する日本メーカーとして、オリンパスと双璧をなす。
日本初のディスポーザブル（単回使用）注射器・輸血バッグ、世界初の多孔質ホローファイバー（中空糸）型人工肺、世界一細いインスリン用注射針など、世界初・日本初のオンリーワン製品を数多く開発・販売。また、市場シェアが高い製品も多く、世界ではカテーテル治療に使用する「ガイドワイヤ」、心臓外科手術で使用する人工肺、献血で使用する成分採血システム、日本では点滴関連のシリンジポンプ・輸液ポンプ・注射器・点滴チューブ・輸液製剤、測定機器の血糖測定器・体温計などが挙げられる。
なお通称は同じ「テルモ」で、印刷会社の「株式会社テルモ」が埼玉県川越市に存在するが、当社とは無関係である。

## 歴史
テルモの歴史は大きく4つに区分できる。体温計の専業時代、感染防止目的からディスポーザブル製品に業容を拡大した時代、医療の進化・低侵襲化に合わせて人工肺やカテーテル製品に領域を拡大した時代、海外企業の買収でグローバル化を加速させた時代である。

### 体温計の時代（1921～1962）
テルモは、第一次世界大戦の影響で輸入が途絶えた良質な体温計を国産化するために、北里柴三郎をはじめとする医師らが発起人となり、1921年に設立された。
第一次世界大戦が勃発した1914年頃、日本では輸入に大きく頼っていた体温計が不足。技術者の竹内英二は「竹内テルモ製作所」で体温計の製造販売をしていたが、同事業は資金的に行き詰まり、知人であり東京医師会（現: 東京都医師会）会長の笹川三男三（ささがわみおぞう）に援助を求めた。医師の間に良質の体温計を望む声が強いことを知る笹川は、竹内の事業を中心とした会社の設立を進めた。その後の1921年9月17日、大日本医師会（現: 日本医師会）会長の北里柴三郎が設立総会の議長を務め、笹川を初代社長として、テルモ株式会社（当時社名「赤線検温器株式会社」）が誕生。社名「テルモ」の由来は、ドイツ語で体温計を意味するThermometer （テルモメーター）から。
なお、上述のとおり、1921年以前も日本で体温計は製造されていたため、「体温計を初めて国産化した」は誤り。

### ディスポーザブル製品への業容拡大（1963～1981）
設立から40年間、体温計専業だったテルモは、1963年に日本初のディスポーザブル注射器を発売し、業容を拡大した。1958年、感染症対策に効果的なディスポーザブル注射器の開発を開始。注射器本体だけではなく、熱に弱いプラスチックの滅菌が可能な新たな低温ガス滅菌法、ガスは通し菌は通さない包装材の開発なども行った。ディスポーザブル注射器は、当初は「もったいない」意識から普及が遅れるも、1970年頃から大病院でも導入され、普及が進んだ。
注射器以外にも、1964年に日本初のディスポーザブル注射針、1969年に日本初の血液保存液入り血液バッグ、1972年に日本初のソフトバッグ入り輸液剤、1977年にホローファイバー型人工腎臓（ダイアライザー）、1980年に日本初のソフトバッグ入り高カロリー輸液用基本液「ハイカリック」と、数多くのディスポーザブル製品を世に送り出した。
なお、1974年に現社名のテルモ株式会社に商号を変更している。

### 心臓治療領域への参入（1982～1998）
1982年に、世界初の多孔質ホローファイバー型人工肺「キャピオックスII」を発売。1985年には、血管造影用カテーテルシステムの1つである「ラジフォーカス ガイドワイヤ」を発売。それぞれの発売により、心臓外科手術と心臓カテーテル治療分野に参入することになった。
また、心臓治療領域ではないが、1983年の電子体温計、1988年の腹膜透析システム「キャプディール」、1989年の世界初の消化態栄養剤「エンテルード」、1989年のプラスチック製真空採血管「ベノジェクト」、1993年の血糖測定器「メディエース」、1995年の経皮的補助循環システム（PCPS: ECMOの一種）、1998年の医薬品同梱注射針「K-Pack II」など、現在の基盤となる製品もこの時代に多く発売された。
なお、祖業の製品であるガラス式体温計は水銀の環境影響が考慮され、1985年、その生産に幕を閉じた。

### グローバル企業へ（1999～）
テルモは、1971年のテルモアメリカ社とテルモヨーロッパ社を皮切りに複数の海外子会社を設立していたが、1999年以降、以下の4つに代表されるクロスボーダー買収で、急速にグローバル化を加速。
- 1999年 - 米国3M社から人工心肺事業を譲受し、テルモ・カーディオバスキュラー・システムズ社を設立
- 2002年 - 人工血管の製造販売会社である英国バスクテック社がテルモグループへ
- 2006年 - 脳血管内治療デバイスの製造販売会社である米国マイクロベンション社がテルモグループへ
- 2011年 - 血液・細胞テクノロジー分野の世界的企業である米国カリディアンBCT社がテルモグループへ

これら以外にも10近い海外企業・事業の買収を重ねてきたこともあり、100社に及ぶテルモの連結子会社は9割以上が海外法人で、それぞれ独自の歴史と企業文化を持っている。このような状況下で、2019年4月には企業理念体系を整理し、世界中の社員をつなぐ共通の価値観である「コアバリューズ」を新たに制定した。
一方で既存事業でも、白血球除去フィルター付き血液バッグ「イムフレックス」、国産初の冠動脈ステント・薬剤溶出型ステント（DES）、プレフィルドシリンジ（薬剤充填済み注射器）、クローズド輸液システム「シュアプラグ」、高カロリー輸液用総合ビタミン・糖・アミノ酸・電解質液「フルカリック」、世界一細いインスリン用注射針「ナノパスニードル」、通信機能付バイタルサイン測定機器シリーズ「HRジョイント」、日本初のスプレー式癒着防止材「アドスプレー」、日本初のパッチ式インスリンポンプ「メディセーフウィズ」などを発売。
テルモは、買収だけではなく、既存事業の成長と、買収先と既存事業のコラボレーションによる付加価値創出で拡大を続けるグローバル企業になろうとしている。

## 沿革
- 1921年（大正10年）9月 - 北里柴三郎ら医学者が発起人となり、赤線検温器株式会社を設立。
- 1922年（大正11年）2月 - 「仁丹体温計」を赤線検温器が製造、森下（仁丹）から発売された。
- 1923年（大正12年） - オリンパスの体温計製造分野（渋谷区幡ヶ谷）を買収。
- 1936年（昭和11年）11月 - 仁丹体温計株式会社に社名変更。この時期から体温計シェアの一角となる。
- 1963年（昭和38年）12月 - 株式会社仁丹テルモに社名変更し、森下仁丹の医療機器製造部門会社となる。
- 1964年（昭和39年）1月 - 日本初のディスポーザブル（単回使用）タイプの注射器を発売開始。
- 1969年（昭和44年）7月 - 日本初の血液バッグを発売。
- 1973年（昭和48年）7月 - 日本初の輸液バッグを発売する。
- 1974年（昭和49年）10月 - 森下グループから離脱し、現社名のテルモ株式会社に変更。
- 1982年（昭和57年）6月 - 東京証券取引所市場第2部に株式上場。
- 1983年（昭和58年）12月 - 予測式デジタル体温計を開発・発売。
- 1984年（昭和59年）11月 - 水銀体温計の生産中止。
- 1985年（昭和60年）5月 - 東京証券取引所市場第1部に指定換え。
- 1998年（平成10年） - アドレナリンなどの薬剤が予め充填された注射器「プレフィルドシリンジ」の販売開始。
- 1999年（平成11年）7月 - 3M社から人工心肺事業を買収して、テルモ・カーディオバスキュラー･システムズCORPを設立。
- 2001年（平成13年）9月 - 住友ベークライト株式会社から在宅酸素事業について事業譲受をし、テルモメディカルケア株式会社を設立。
- 2002年（平成14年）高カロリー輸液剤「フルカリック」を販売開始。
- 2005年（平成17年） - 世界一細いインスリン用注射針「ナノパス33」を販売開始。
- 2007年（平成19年）8月 - 欧州にて、世界初の磁気浮上型左心補助人工心臓「DuraHeart」を販売開始。
- 2011年（平成23年）3月 - 米医療機器メーカー、カリディアンBCT買収。輸血事業世界一となる。
- 2014年（平成26年）8月 - 長年使われてきたコーポレートロゴを一新。
- 2015年（平成27年）9月 - 世界初の心不全治療用の再生医療等製品として、ヒト（自己）骨格筋由来細胞シートの製造販売承認を取得（2016年発売）。
- 2016年（平成28年）6月 - 脳動脈瘤治療デバイスの製造販売会社である米国シークエントメディカル, Inc.を買収。
- 2017年（平成29年）1月 - 米国セント・ジュード・メディカル社とアボットラボラトリーズ社のカテーテル関連事業の一部を買収。
- 2017年（平成29年）2月9日 - オリンパスとの資本提携を解消すると発表[26]。
- 2017年（平成29年）3月 - 大動脈瘤治療に用いるステントグラフトの製造販売会社である米国ボルトンメディカル, Inc.を買収。

## COVID-19影響と関連製品
2019年に発生した新型コロナウイルス感染症（COVID-19）のテルモへの業績影響と関連製品は以下のとおり。

### 業績影響
テルモは「コロナ銘柄」として業績拡大すると誤解されがち だが、同社の見通しでは、新型コロナウイルス感染症は、テルモ全体の売上・利益にマイナス影響を与えると説明されていた。実際に、2021年3月期の通期業績は2009年3月期以来12年ぶりの減収減益（純利益）となった。
一部、後述の関連製品で需要増加はあるものの、新型コロナ対応を優先する医療機関の手術延期と、患者の受診抑制が、減収減益の主な要因である。

### 関連製品
自社開発品では、経皮的心肺補助システム／体外式膜型人工肺（ECMO）「キャピオックスEBS エマセブ」、体温計、パルスオキシメータ、注射器、成分採血装置「トリマ」、血液成分分離装置「スペクトラオプティア」、病原体低減化装置「ミラソル」、導入品では、紫外線照射装置「ライトストライク」、手指消毒剤「ゴージョー／ピュレル」などが、コロナ禍で治療・予防に貢献してきた。

## 子会社等
連結子会社101社、持分法適用関連会社5社。

- テルモ・クリニカルサプライ株式会社（連結子会社）
- テルモ山口株式会社（連結子会社）
- テルモBCT株式会社（連結子会社）
- テルモハート株式会社（連結子会社）
- テルモビジネスサポート株式会社（連結子会社）
- テルモヒューマンクリエイト株式会社（連結子会社）
- テルモ・ビーエヌエス株式会社（持分法適用関連会社）
- オリンパス テルモ バイオマテリアル株式会社（持分法適用関連会社）

## テレビ番組
- 日経スペシャル カンブリア宮殿（テレビ東京）
  - 北里柴三郎のDNAで売り上げ急拡大 驚異の技術力と熱意で医療に革命を！（2019年7月4日）[42]
  - コロナに挑んだ100年のものづくり！（2020年6月18日）[43]
- 知られざるガリバー〜エクセレントカンパニーファイル〜（2020年8月29日、テレビ東京）[44]

## 主な提供番組
2012年3月まではCMが放送されていたが、2012年4月以降はテレビCMは放送されていない。
1社提供番組
- 週刊!健康カレンダー カラダのキモチ（中部日本放送制作全国ネット）
- ワンダービートS (『テルモファンタジーランド』として)
- 健康天気予報（TBSテレビ）
- 健康天気予報（TBSラジオ)

過去の提供番組
- 驚きももの木20世紀 (ABCテレビ制作・テレビ朝日系列全国ネット)[45]
- 大阪国際女子マラソン (2003年大会に限り 関西テレビ制作・フジテレビ系列全国ネット)
- 中日クラウンズ (CBCテレビ制作 TBS系列全国ネット)
- ザ!鉄腕!DASH!! (2003年～時期不明 日本テレビ系列全国ネット）[46]

## その他
かつては主要都市の中心にネオンサインが設置されていたが、ロゴサインが変わる前にその数は激減している。

## 不祥事
富士労働基準監督署は９日、労働安全衛生法違反の疑いで「テルモ」と同社の富士宮工場長を静岡地検富士支部に書類送致した。